# Anaheim Ducks Hockey Club, LLC
Anaheim Ducks Hockey Club, LLC är ett amerikanskt privatägt aktiebolag som äger och driver ishockeyorganisationen Anaheim Ducks i NHL och arenabolaget Anaheim Arena Management, LLC, som sköter den dagliga driften för arenan Honda Center. Bolaget ägs av Henry och Susan Samueli.

## Tillgångar
- Anaheim Ducks - NHL
  - Anaheim Arena Management, LLC